# 칼 게오르그 랑게

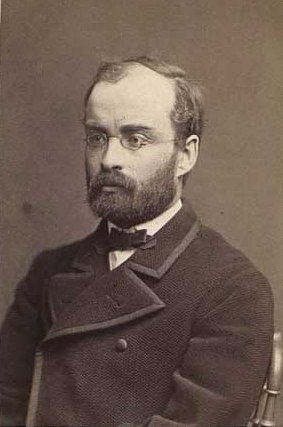

칼 게오르그 랑게(Carl Georg Lange, 1834년 12월 4일, 덴마크 보르딩보르 ~ 1900년 5월 29일, 덴마크 쾨벤하운)는 신경학, 정신 의학 및 심리학 분야에 기여한 덴마크 의사이다.
코펜하겐 대학교에서 수학했으며 제임스-랑게 이론(James–Lange theory)으로 유명하다.

## 저서
저서로는 '정기 우울증과 그 병인'(On periodical depressions and their pathogenesis - Carl Lange 1886)이 있다.

## 같이 보기
- 캐논-바드 이론(Cannon–Bard theory)